# Лейк-Белт (тауншип, Миннесота)
Лейк-Белт (англ. Lake Belt) — тауншип в округе Мартин, Миннесота, США. На 2000 год его население составило 237 человек.

## География
По данным Бюро переписи населения США площадь тауншипа составляет 91,9 км², из которых 89,3 км² занимает суша, а 2,6 км² — вода (2,79 %).

## Демография
По данным переписи населения 2000 года здесь находились 237 человек, 97 домохозяйств и 67 семей.  Плотность населения —  2,7 чел./км².  На территории тауншипа расположено 104 постройки со средней плотностью 1,2 построек на один квадратный километр. Расовый состав населения: 97,47 % белых, 0,42 % азиатов, 2,11 % — других рас США. Испанцы или латиноамериканцы любой расы составляли 2,11 % от популяции тауншипа.
Из 97 домохозяйств в 30,9 % воспитывались дети до 18 лет, в 62,9 % проживали супружеские пары, в 3,1 % проживали незамужние женщины и в 30,9 % домохозяйств проживали несемейные люди. 28,9 % домохозяйств состояли из одного человека, при том 11,3 % из — одиноких пожилых людей старше 65 лет. Средний размер домохозяйства — 2,44, а семьи — 3,03 человека.
28,3 % населения — младше 18 лет, 2,5 % — в возрасте от 18 до 24 лет, 28,7 % — от 25 до 44, 20,7 % — от 45 до 64, и 19,8 % — старше 65 лет. Средний возраст — 40 лет. На каждые 100 женщин приходилось 109,7 мужчин.  На каждые 100 женщин старше 18 приходилось 107,3 мужчин.
Средний годовой доход домохозяйства составлял 31 563 доллара, а средний годовой доход семьи —  35 250 долларов. Средний доход мужчин —  24 219  долларов, в то время как у женщин — 25 417. Доход на душу населения составил 11 866 долларов. За чертой бедности находились 6,3 % семей и 7,7 % всего населения тауншипа, из которых 6,0 % младше 18 и 11,8 % старше 65 лет.